# Lijst van coaches van het Nieuw-Caledonisch voetbalelftal (mannen)
Dit is een lijst van bondscoaches van het Nieuw-Caledonisch voetbalelftal mannen.

## Bondscoaches
| Naam                   | Land van herkomst | Begin periode   | Einde periode    | Prijzen | Opmerkingen/Wijze van vertrek |
| ---------------------- | ----------------- | --------------- | ---------------- | ------- | ----------------------------- |
| Guy Elmour             | Frankrijk         | 1971            | 1973             |         | [ 2 ]                         |
| Rudi Gutendorf         | Duitsland         | 1 juli 1980     | 30 juni 1981     |         |                               |
| Jacques Zimako         | Frankrijk         | 1995            | 1995             |         | [ 3 ]                         |
| Michel Clarque         | Frankrijk         | 2002            | 2002             |         | [ 4 ]                         |
| Serge Martinengo       | Frankrijk         | 1 juli 2002     | 30 juni 2004     |         |                               |
| Didier Chambaron       | Frankrijk         | 1 juli 2007     | 9 mei 2010       |         | [ 5 ]                         |
| Christophe Coursimault | Frankrijk         | 10 mei 2010     | 31 december 2012 |         |                               |
| Mark Bourdoulous       | Frankrijk         | 1 juli 2010     | 30 juni 2011     |         |                               |
| Alain Moizan           | Frankrijk         | 1 januari 2012  | 30 juni 2013     |         |                               |
| Thierry Sardo          | Frankrijk         | 1 juli 2014     | 30 juni 2021     |         |                               |
| Francois Tartas        | Frankrijk         | 1 december 2017 | 15 december 2017 |         |                               |
| Dominique Wacalie      | Frankrijk         | 1 juli 2021     | 31 maart 2022    |         |                               |
| Johann Sidaner         | Frankrijk         | 1 april 2022    |                  |         |                               |

FCF · A-internationals ·
Nieuw-Caledonisch vrouwenelftal
2000 – 2009 ·
2010 – 2019 ·
2020 − 2029
Amerikaans-Samoa ·
Australië ·
Bulgarije ·
Cookeilanden ·
Estland ·
Fiji ·
Guadeloupe ·
Guam ·
Martinique ·
Mauritius ·
Nieuw-Zeeland ·
Papoea-Nieuw-Guinea ·
Salomonseilanden ·
Samoa ·
Tahiti ·
Tonga ·
Vanuatu ·